# Monopol nad nasiljem
Monopol nad nasiljem, znan kot monopol zakonite uporabe fizične sile (nemško Gewaltmonopol des Staates 'Nasilni monopol države'), je temeljni koncept sodobnega javnega prava, ki sega v delo Jeana Bodina iz leta 1576 in knjigo Leviathan iz knjige Thomas Hobbes 1651. Kot definicijsko pojmovanje Država države je v sociologiji najprej opisal Max Weber v svojem eseju Politika kot poklic (1919).  Weber trdi, da je država edini človeški Gemeinschaft, ki zahteva monopol nad zakonito uporabo fizične sile. Vendar je ta monopol omejen na določeno geografsko območje in dejansko je ta omejitev na določeno območje ena od stvari, ki opredeljuje državo. Z drugimi besedami, Weber opisuje državo, kot vsako organizacijo, ki ima v lasti izključno pravico do uporabe, ogrožanja ali odobritve fizične sile proti prebivalcem njenega ozemlja. Takšen monopol se mora po Weberju pojaviti skozi proces legitimacije.

## Teorija Maxa Weberja
Max Weber je v politiki zapisal, da je temeljna značilnost državnosti trditev takega monopola. Njegova razširjena opredelitev je bila, da je nekaj "država", kadar njeno upravno osebje uspešno podpira trditev o "monopolu zakonite uporabe fizične sile" (nemški monopol legitimne fizične prisile) pri izvrševanju njegove odredbe. Weberov koncept je bil formaliziran, da bi pokazal, da izključna policijska moč države koristi socialnemu varstvu prek zasebne lastnine, pod pogojem, da država dobrohotno deluje v interesu svojih državljanov.
Po Weberu je država tista "človeška skupnost, ki (uspešno) zatrjuje monopol legitimne uporabe nasilja na določenem ozemlju." Javna Policija policija in Vojska vojska sta njena glavna instrumenta, vendar je mogoče tudi za zasebno varnost razumeti, da ima "pravico" do uporabe nasilja, dokler je edini vir te zaznane pravice državna sankcija. Weber je večkrat opozoril na razpravo o monopolu države nad nasiljem:
- Izjavo je nameraval predstaviti kot sodobno opazovanje, ki ugotavlja, da povezava med državo in uporabo fizične sile ni bila vedno tako blizu. Uporablja primere fevdalizma, kjer je bilo dovoljeno zasebno vojskovanje pod določenimi pogoji in verskih sodišč, ki so imela izključno pristojnost za nekatere vrste kaznivih dejanj, zlasti krivoverstvo in spolne zločine (torej vzdevek "nepristojna sodišča"). Ne glede na to država obstaja, kjer lahko en sam organ legitimno odobri nasilje.

- Iz istih razlogov "monopol" ne pomeni, da lahko samo vlada uporabi fizično silo, ampak da je država tista človeška skupnost, ki uspešno trdi, da je edini vir legitimnosti za vse fizične prisile ali odločitve o prisili. Na primer zakon lahko posameznikom dovoljuje, da uporabijo silo za obrambo sebe ali lastnine, toda ta pravica izhaja iz državne oblasti. To je neposredno v nasprotju z razsvetljenskimi načeli individualne suverenosti, ki s soglasjem prenese moč na državo in koncepti naravnega prava, ki določajo, da so posamezne pravice, ki izhajajo iz razumne lastniške lastnine, pred obstojem države in jih priznava in jamči le država, ki jo je mogoče omejiti ustavnega prava.

### Kritike Weberja
Robert Hinrichs Bates trdi, da država nima nasilne moči; namesto tega imajo ljudje vso moč prisile, da zagotovijo zadržanje reda in drugih ravnotežij.  Posledica tega je, da v družbah brez državljanstva obstajajo meje dobrega počutja, ki jih je mogoče preseči le, če se za povečanje kompleksnosti države uporabi določena stopnja prisile ali nasilja. Z drugimi besedami, brez vlaganja v enote, policijo ali kakšno vrsto mehanizma uveljavljanja, zgodnje države ne morejo uživati zakonov in reda (ali blaginje) bolj razvitih držav.

## Razmerje do državne zmogljivosti
Zmožnost države se pogosto meri z vidika fiskalne in pravne sposobnosti. Fiskalna zmogljivost pomeni zmožnost države za izterjavo davkov za zagotavljanje javnih dobrin in pravno sposobnost, ki pomeni prevlado države kot edinega razsodnika pri reševanju sporov in izvrševanju pogodb. Brez neke vrste prisile država sicer ne bi mogla uveljaviti svoje legitimnosti v svoji želeni sferi vpliva. V zgodnjih državah in državah v razvoju je to vlogo pogosto igral "stacionarni razbojnik", ki je zagovarjal vaščane iz nepreglednih razbojnikov, v upanju, da bo zaščita spodbudila vaščane k vlaganju v gospodarsko proizvodnjo, stacionarni bandit pa bi lahko sčasoma uporabil svojo prisilno moč izrabiti nekaj tega bogastva.
V regijah, kjer je prisotnost države minimalna, lahko nedržavni akterji uporabijo svoj monopol nad nasiljem za vzpostavitev legitimnosti in reda.  Na primer sicilijanska mafija je nastala kot zaščita, ki kupcem in prodajalcem na črnem trgu zagotavlja zaščito. Brez te vrste izvrševanja udeleženci na trgu ne bi bili dovolj prepričani, da bi zaupali svojim nasprotnim strankam za veljavno uveljavljanje pogodb in da bi trg propadel.
Tudi na nezakonitih in podzemnih trgih, (ki so nekoliko podobni družbam brez državljanstva), se nasilje uporablja za uveljavljanje pogodb v odsotnosti dostopnega pravnega reševanja sporov. Charles Tilly nadaljuje to primerjavo in pravi, da sta ogrevanje in izdelava fotografij dejansko najboljša predstavitev tega, v kaj lahko organizirani kriminal zraste.

## Drugo
Po mnenju Raymonda Arona je za mednarodne odnose značilna odsotnost splošno priznane legitimnosti pri uporabi sile med državami.
Martha Lizabeth Phelps, ki piše v politiki in politiki, vzame Weberjeve ideje o legitimnosti zasebnega varovanja korak naprej. Phelps trdi, da je uporaba zasebnih akterjev s strani države še vedno legitimna, če in samo če se za vojaške izvajalce šteje, da jih nadzira država.

## Poglej tudi
- Protigverilsko bojevanje
- Policijsko nasilje
- Policijska legitimnost
- Socialna moč
- Samoobramba
- Brezdomovinstvo